# ГЕС Кото-Крік
ГЕС Кото-Крік (англ. Coteau Creek Hydroelectric Station) — гідроелектростанція у канадській провінції Саскачеван. Використовує ресурс із річки Південний Саскачеван, правої твірної Саскачевану, який є однією з основних приток озера Вінніпег (річкою Нельсон дренується до Гудзонової затоки).
У межах проекту річку перекрили земляною греблею Гардінер висотою 64 метри, довжиною 4970 метрів та шириною по гребеню 18 метрів, яка потребувала 64,9 млн м3 матеріалу. Крім того, за 44 км на південний схід для попередження перетоку води через сідловину зі сточищем річки К'Аппель (права притока Ассінібойн, лівої притоки Ред-Рівер, що впадає у озеро Вінніпег з півдня) звели земляну греблю К'Аппель висотою 27 метрів, довжиною 3080 метрів та шириною по гребеню 14 метрів, на яку пішло ще 10,4 млн м3 матеріалу. Разом ці споруди утримують витягнуте на 225 км водосховище Lake Diefenbaker з площею поверхні від 102 км2 до 430 км2 та об'ємом 9,4 млрд м3 (корисний об'єм 8,3 млрд м3), в якому припустиме коливання рівня у операційному режимі між позначками 523 та 557 метрів НРМ. Заповнення такого великого резервуару тривало з 1967 по 1970 роки.
Зі сховища у нижній б'єф прокладено п'ять тунелів довжиною по 1160 метрів з діаметром 6,1 метра. Три з них живлять гідроагрегати, один зарезервований під майбутнє розширення станції, а п'ятий виконує роль нижнього водоскиду. Пригреблевий машинний зал обладнаний трьома турбінами типу Френсіс потужністю по 62 МВт, які забезпечують виробництво 540 млн кВт-год електроенергії на рік.
Відпрацьована вода прямує далі по сточищу до ГЕС Ніпавін, котра є першою після злиття витоків Саскачевану.